# ČSD-Baureihe 464.2
Die Fahrzeuge der ČSD-Baureihe 464.2 waren vierfachgekuppelte Personenzug-Tenderlokomotiven der Tschechoslowakischen Staatsbahnen (ČSD).

## Geschichte
Die 464.2 waren die letzten für die ČSD entwickelten Dampflokomotiven. Die beiden Prototypen wurden 1956 von Škoda in Pilsen gefertigt. Wegen der beginnenden Traktionsumstellung erfolgte jedoch kein Serienbau mehr. Die beiden Lokomotiven mit den Fabriknummern 3377 und 3378 wurden 1956 zum Preis von 1.020.500 Kčs pro Stück von den ČSD übernommen.
Die 464.201 wurde in Praha-Smíchov beheimatet, die 464.202 kam nach Jihlava. Später kamen die beiden Lokomotiven von Brno aus vor Personenzügen zum Einsatz. Anfang der 1970er Jahre kamen sie zum Depot Olomouc, wo sie auf den neigungsreichen Altvatergebirgsstrecken eingesetzt wurden. Insbesondere oblag ihnen auch die Beförderung der Schnellzüge über den Schlesischen Semmering mit Neigungen von 32 Promille.
Die am 13. April 1974 ausgemusterte 464.202 wurde am 3. Mai 1974 an das Technische Nationalmuseum Prag verkauft. Sie wurde zunächst als rollfähiges Exponat im Depot Olomouc hinterstellt. Seit 1993 ist sie wieder betriebsfähig.
Die 464.201 wurde am 20. November 1975 im Depot Olomouc ausgemustert. Nach einem Einsatz als Heizlokomotive K 653 wurde sie 1978 verschrottet.
Die Lokomotiven bekamen aufgrund ihres grünen Anstriches den Spitznamen Laubfrosch (Rosnička).